# Microphthalma nigeriensis
Microphthalma nigeriensis là một loài ruồi trong họ Tachinidae.